# Dicranosepsis unipilosa
Dicranosepsis unipilosa är en tvåvingeart som först beskrevs av Oswald Duda 1926.  Dicranosepsis unipilosa ingår i släktet Dicranosepsis och familjen svängflugor. Inga underarter finns listade i Catalogue of Life.